# Kolam

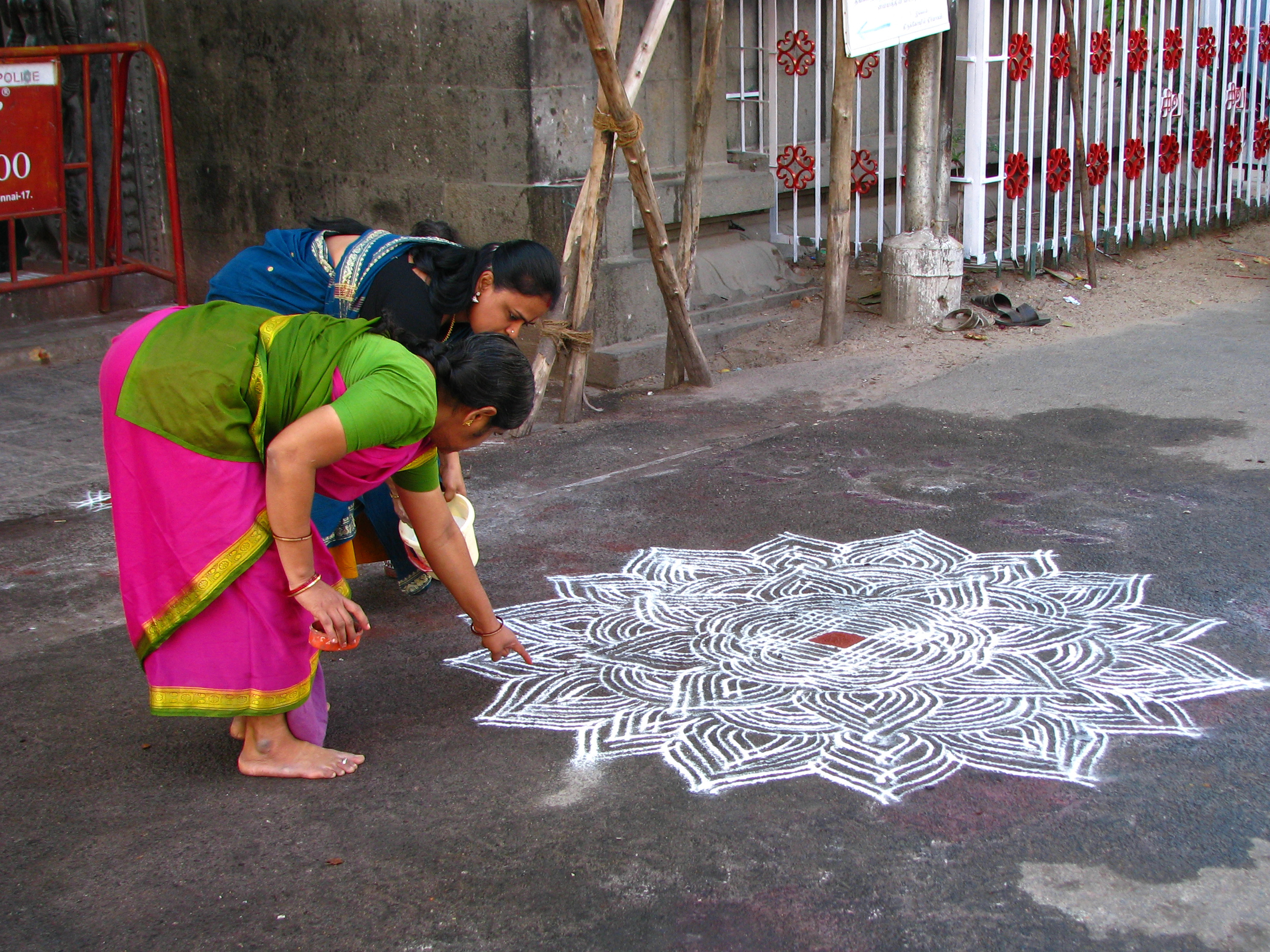
Femmes traçant un kōlam.

Un kōlam (en tamoul : கோலம், « ornement ») est un motif d'inspiration géométrique tracé quotidiennement à même le sol par des millions de femmes, dans la culture tamoule hindouiste du Tamil Nadu et de Pondichéry en Inde, avec de la poudre de riz et des poudres de couleur. Au nord, on utilise le terme de Rangoli (hindi : रंगोली, IAST : raṃgolī) ou alpanā (अल्पना). Ces œuvres sont effectuées avant l'aube, en offrande au lever du jour, pendant la période appelée « Brahma Muhurta » et parfois avant le crépuscule, au seuil ou au sol des maisons, temples et lieux de travail .
Les structures et motifs des kōlam sont répartis en différentes catégories, dont certaines, comme le sikku kōlam, sont des sujets d'études en mathématiques et algorithmique.
Une compétition annuelle de kōlam a lieu dans le quartier de Mylapore à Madras (Chennai).

## Signification

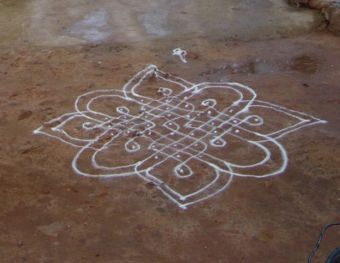
Cikku kōlam devant une maison au Tamil Nadu.

Le terme kōlam signifie ornement, il est utilisé à la fois pour des ornements que portent des acteurs de théâtre et pour ces motifs utilisés pour décorer la rue. Ils sont exclusivement produits par des femmes, contrairement aux kalam, motifs du Kerala, qui sont produits exclusivement par des hommes.
De nature éphémère, les kōlam sont dessinés à main levée en laissant la poudre s'écouler. Ils sont déposés chaque matin devant l'entrée des maisons du Tamil Nadu, en Inde du Sud, afin d'apporter la prospérité. Ces créations quotidiennes constituent ainsi une offrande au jour qui se lève, un rituel de sanctification et protection de la maison, un signe de bienvenue, et une invitation aux divinités. Réalisés par des femmes, les kōlam sont légués exclusivement par les mères, sœurs, grands-mères à leurs petites filles. La géométrisation des formes est caractéristique du kōlam ; la dextérité manuelle s’y double d’une pensée mathématique. Alchimie de l’art et de la nature par l’intelligence des formes, le kōlam mêle ainsi mystique et mathématiques.

## Construction

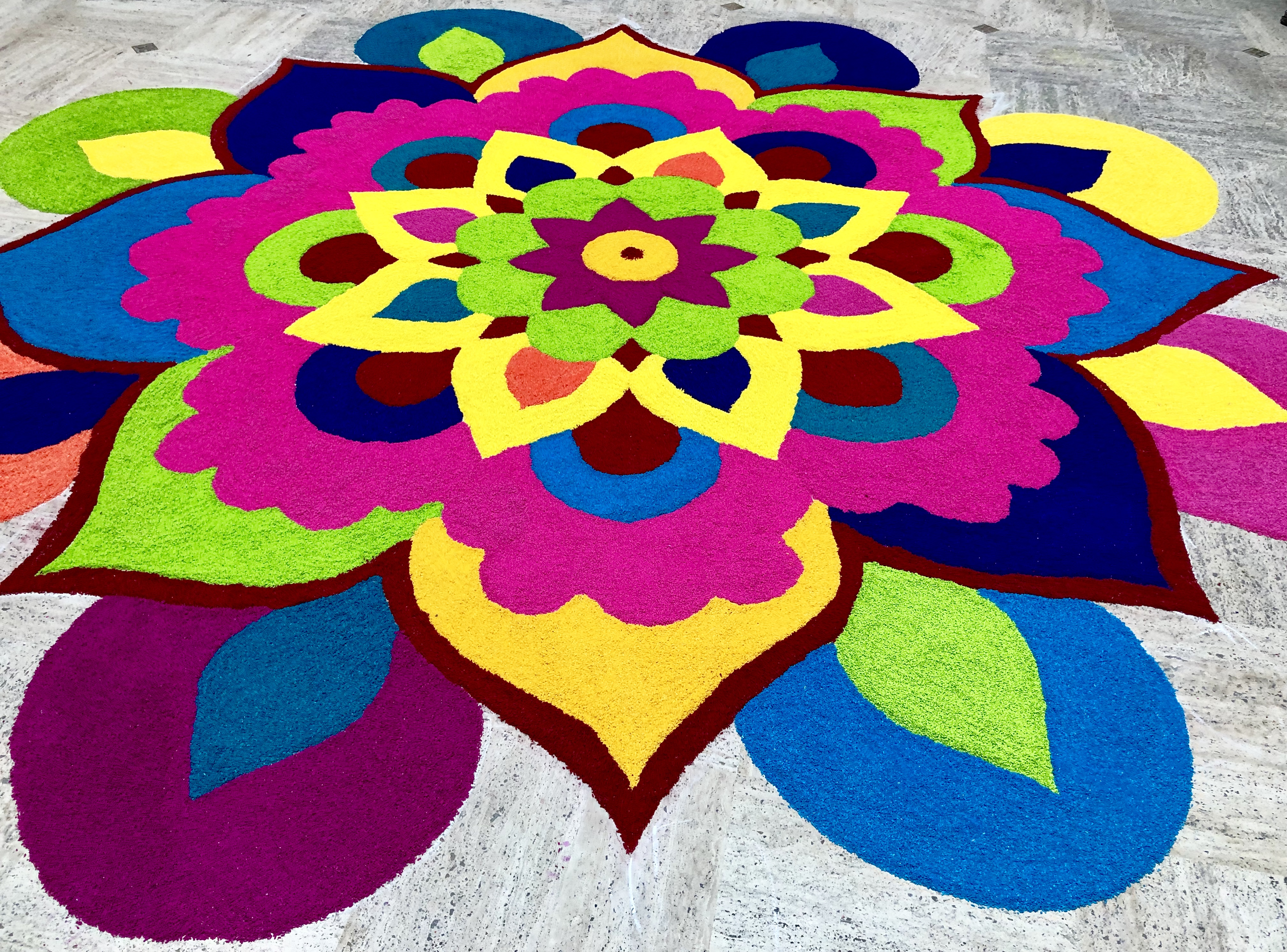
Pongal kōlam pour Pongal, la fête des moissons.

Le sol est d'abord nettoyé en utilisant un mélange de bouse de vache et d'eau, pour nettoyer le motif de la veille ; dans les villes, on se contente généralement de lancer de l'eau. On peut alors commencer le motif en utilisant de la poudre, généralement de riz, appelée « kola-podi » en tamoul, mais également de temps en temps et plus récemment, comportant des couleurs basées sur des végétaux et minéraux. De nos jours, les poudres sont mélangées avec de la craie ou de la poudre d'autres minéraux afin d'en réduire les coûts. Le kōlam est généralement fait par une personne, à une longueur de bras, sur une surface d'environ 1 m2, il peut cependant être plus grand dans certaines fêtes,.
Les motifs sont basés sur des grilles de points appelés pullis qui sont encerclés, bouclés ou joints par des lignes droites ou courbes. Les motifs peuvent varier en fonction d’évènements ou de jours du calendrier hindou. Déposés avec uniquement le pouce et l'index, ils nécessitent une maîtrise des mouvements du corps pour leur production. Ils peuvent être basés sur des motifs en étoile opposés, des triangles entrelacés ou des labyrinthes complexes,.
Les différents types de kōlam :
- « chikku kōlam » ou « sikku kōlam » (tamoul : சிக்கு கோலம், ISO 15919 : cikku kōlam, signifiant kōlam avec nœud), entrelacs composés d'une ligne continue construite autour d'une grille de points. Ils sont aussi appelés « neli kōlam » (signifiant kōlam qui ondule) ou encore « kambi kōlam » (fil métallique que l'on peut tordre ou enrouler)[4]. Également * « pulli kōlam » (tamoul : புள்ளி கோலம், ISO 15919 : puḷḷi kōlam, kōlam à points) ou puḷḷi sikku kōlam (tamoul : புள்ளி சிக்கு கோலம், ISO 15919 : puḷḷi cikku kōlam) ;
- « pongal kōlam » (tamoul : பொங்கல் கோலம், ISO 15919 : poṅkal kōlam), pour Pongal, la fête des moissons ;
- « salem kōlam ».

## Galerie

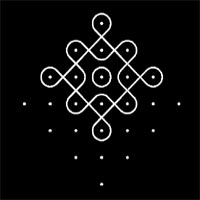
Construction d'un sikku kōlam autour de points (pullis) placés en losanges.
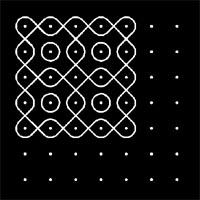
Construction d'un sikku kōlam autour de points placés en carrés.
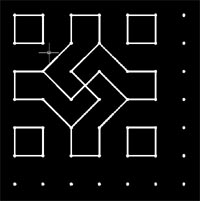
Variation de symbole religieux (svastika).
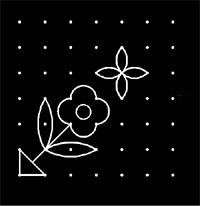
Motif floral.

#### Culture  et symbolique
- (en) Archana, S., The Language of Symbols: A Project on South Indian Ritual Decorations of a Semi-Permanent Nature., Madras, Crafts Council of India, 1981, 90 p.
- Chantal Jumel, Kolam Kalam - Peintures Rituelles Éphémères De L'inde Du Sud, Librairie orientaliste Paul Geuthner, octobre 2010, 313 p. (ISBN 978-2705338336)

#### Études mathématiques
- (en) Yukitaka Ishimoto, « Solving Infinite Kolam in Knot Theory », Arxiv,‎ octobre 2007 (DOI 10.48550/arXiv.0710.1976)
- (en) Govindaraj, R. et Mahendran, A., « Generating various kolam patterns using new kolam picture grammar. », International Journal of Internet Technology and Secured Transactions, vol. 8, no 2,‎ 2018, p. 209 (DOI 10.1504/ijitst.2018.093384)
- (en) Marcia Ascher, « The Kōlam Tradition: A Tradition of Figure Drawing in Southern India Expresses Mathematical Ideas and Has Attracted the Attention of Computer Science. », American Scientist, vol. 90, no 1,‎ janvier-février 2002, p. 56–63 (ISSN 0003-0996, présentation en ligne)
- (en) Gift Siromoney, Rani Siromoney et Kamala Krithivasan, « Array Grammars and Kolam », Computer Graphics and Image Processing, vol. 3, no 1,‎ mars 1974, p. 63-82 (DOI 10.1016/0146-664X(74)90011-2)

### Vidéographie
- Chantal Jumel, « Kolam Kalam - Peintures rituelles éphémères De l'Inde Du Sud », DVD, Librairie orientaliste Paul Geuthner